# Peenemünde (Film)
Peenemünde ist ein zweiteiliges, deutsches Fernsehdokumentarspiel aus dem Jahre 1970 von Falk Harnack über den Bau der V-1-Flugbombe und der V-2-Rakete in der Heeresversuchsanstalt Peenemünde an der Ostsee zur Zeit des Zweiten Weltkriegs.

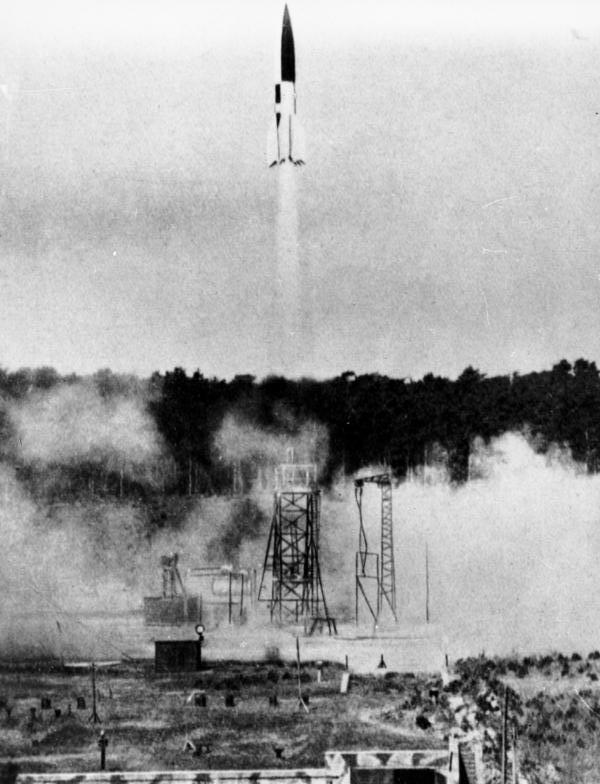
Handlungsort: Das Raketentest-gelände von Peenemünde (historische Aufnahme aus dem Jahre 1943)

## Handlung
Der mehrstündige Fernsehfilm, der zur besten Sendezeit im ZDF erstmals ausgestrahlt wurde, erzählt in semidokumentarischer Form von den Anstrengungen NS-deutscher Wissenschaftler unter der Führung des ehrgeizigen Flugkörper-Experten Wernher von Braun, auf dem filmtitelgebenden Forschungszentrum und Versuchsgelände Peenemünde eine flugfähige Rakete zu konstruieren, die bis nach England fliegen und kriegsentscheidende Zerstörungen anrichten kann. Dabei werden auch die Reibungen zwischen den einzelnen Interessensgruppen – Forscher, Wehrmachtsführung und SS – ebenso wenig außer Acht gelassen wie die Gegenanstrengungen auf Seiten des britischen Kriegsgegners unter der Führung des Premierministers Winston Churchill. Die Situation im Jahre 1943 ist wie folgt:
Im Auftrag der NS-Staatsführung und unter höchster militärischer Geheimhaltung wird in Peenemünde die Fernrakete V2 entwickelt und getestet. Unmittelbar nebenan baut man zugleich an einer ferngelenkten Flugbombe – der V1. Treibende Kraft hinter allem ist Oberst Dornberger, der im Heereswaffenamt für das gesamte deutsche Raketenbauprogramm zuständig ist. Das Raketenprojekt wird vom Heer betrieben, die Flugbombe unter der Führung der Luftwaffe vorangetrieben. Nach einer Besprechung mit Adolf Hitler, der von der Idee fasziniert ist, London problemloser als bisher anzugreifen und flächendeckend zu zerstören, gibt dieser dem V-2-Projekt den Vorrang bezüglich der Dringlichkeit. Während in Peenemünde mit Hochdruck gearbeitet wird und die vom bulligen Parteimitglied Degenkolb, der eine Serienreife der Vergeltungswaffen verlangt, zu höchster Eile angetriebenen Wissenschaftler unter scharfer Beobachtung der ungeduldigen SS in Gestalt von Obergruppenführer Berger stehen, ist der Kriegsgegner in London derweil nicht untätig geblieben.
Churchills Fachleute haben nämlich längst die Gefahr erkannt, die von Peenemünde für britische Städte und militärische Anlagen ausgeht. Man beschließt, durch einen umfassenden Fliegerangriff auf Peenemünde im August 1943 die Raketenproduktion der Deutschen zu zerstören. Im März 1944 müssen Raketenbauer von Braun und seine Kollegen Diplomingenieur Gröttrup und Ingenieur Riedel sich plötzlich mit einer ganz anderen Gefahr auseinandersetzen: Da es technische Komplikationen mit den Luftzerlegern gibt, werden die Wissenschaftler im Auftrag von Heinrich Himmler von der Gestapo abgeholt und vorübergehend festgenommen. Man vermutet womöglich Sabotage, Verrat und Wehrkraftzersetzung und will die Experten unter Druck setzen. Gestapo-Mann Erlwein unterzieht die drei einem scharfen Verhör, doch schon im April 1944 kann Oberst Dornberger erreichen, dass von Braun, Gröttrup und Riedel wieder freigelassen werden, denn das gesamte Raketenprojekt droht sonst zu scheitern …

## Produktionsnotizen
Peenemünde wurde in zwei Teilen im ZDF ausgestrahlt: Der erste Teil mit dem Titel Die Wunderwaffen lief am Mittwoch, dem 12. August 1970 ab 21:00 Uhr, der zweite Teil unter dem Titel Das Wunder findet nicht statt am Freitag, den 14. August ab 20:15 Uhr.

## Kulturhistorische Einordnung
Zu Falk Harnacks ambitioniertes, zeitgeschichtlich interessiertes Œuvre, zu dem auch Peenemünde zu zählen ist, heißt es:

„In einer Zeit, als der westdeutsche Nachkriegsfilm künstlerisch und politisch seinen Tiefpunkt erreicht hatte, setzten seine Arbeiten erneut neue Maßstäbe.“

## Wissenswertes
Regisseur Harnack, ein ehemaliger Widerstandskämpfer gegen die NS-Herrschaft, galt als Experte für Themen, die zur Zeit des Dritten Reichs spielten und Einblicke in das Innenleben des Regimes ermöglichten.